# Erupción Avellino
La erupción Avellino del Monte Vesubio (en italiano pómici di Avellino) ocurrió en el segundo milenio a. C.
Su IEV se estima en 6.
Fue datada por radiocarbono hacia el 1660 a. C. (±43 años), siendo la posible candidata de los disturbios climáticos que tuvieron lugar en la década de 1620 a. C.
La abertura de la erupción Avellino estaba aparentemente a 2 km al oeste del cráter actual, y la erupción destruyó varios asentamientos de la Edad del Bronce.
En mayo de 2001, cerca de Nola, arqueólogos italianos descubrieron los extraordinariamente bien conservados restos de uno de ellos. Sacaron a la luz cabañas, cerámicas, ganado e incluso huellas de pisadas de animales y de personas, así como esqueletos. Los residentes abandonaron el pueblo precipitadamente, dejando que fuera enterrado bajo piedra pómez y ceniza, de la misma manera en que lo fue Pompeya y que permitió su conservación.
La erupción fue más grande que las del 79 (IEV 5) y la del 1631 (IEV 4), con oleadas de depósitos piroclásticos distribuidos al noroeste de la abertura, las oleadas se desplazaron hasta 15 km de allí, y alcanzaron toda el área ahora habitada por Nápoles.